# Hrabstwo Bristol (Rhode Island)

Piramida wieku hrabstwa

Hrabstwo Bristol (ang. Bristol County) – hrabstwo w stanie Rhode Island w USA.  
Hrabstwo zostało utworzone w 1747, kiedy to zostało oddzielone od hrabstwa Bristol w Massachusetts.

## Miasta
- Barrington
- Bristol
- Warren

## Sąsiednie hrabstwa
- Hrabstwo Bristol, Massachusetts – wschód
- Hrabstwo Providence, Rhode Island – północ
- Hrabstwo Kent, Rhode Island – zachód
- Hrabstwo Newport, Rhode Island – południe

## Demografia
W 2019 roku do największych grup należą osoby pochodzenia: portugalskiego (20,3%), włoskiego (20,1%), irlandzkiego (20,1%), angielskiego (13,7%), francuskiego (12,7%), niemieckiego (7,3%), „amerykańskiego” (5,5%), polskiego (4,4%), latynoskiego (3%), szkockiego lub szkocko–irlandzkiego (3%) i azjatyckiego (2,1%).

## Religia
Jest najbardziej katolickim hrabstwem w stanie i 10-tym najbardziej katolickim w Stanach Zjednoczonych, gdzie 75,1% populacji w 2010 roku deklaruje członkostwo w Kościele katolickim. 
7% populacji jest członkami kościołów protestanckich z głównego nurtu, takich jak: Kościół Episkopalny (2,4%), Zjednoczony Kościół Chrystusa (1,8%), czy Zjednoczony Kościół Metodystyczny (1,2%).
0,94% populacji jest członkami społeczności żydowskiej, z nurtu reformowanego.
Ewangelikalny nurt protestantyzmu reprezentowany jest głównie przez zielonoświątkowców (2 zbory) i konserwatywnych baptystów (1 zbór). Znajduje się tutaj także 1 zbór świadków Jehowy.